# Как приручить медведя
«Как приручить медведя» — датский полнометражный анимационный фильм. Премьера состоялась в Дании 10 февраля 2011 года.

## Сюжет
11-летний Джонатан каждые летние каникулы проводит у дедушки, который живёт на краю дремучего леса. В этом году компанию ему составит младшая сестра София. Однажды её похищает гигантский 1000-летний медведь. Джонатан отправляется в самое сердце леса, и хотя у него самого душа уходит в пятки, мальчик намерен вырвать Софию из медвежьих лап. Затем выясняется, что София крепко сдружилась с этим медведем.

## Роли озвучивали
- Маркус Рюгорд ( Россия Ольга Кузнецова) -Джонатан
- Алберти Бличфелдт ( Россия Дарья Фролова)-Софи
- Флемминг Квист Мюллер( Россия Алексей Борзунов)-Охотник
- Элит Нулле Никйар ( Россия Александр Головчанский)Дедушка